# Gerard Conlon
Gerard "Gerry" Patrick Conlon (Belfast, 1º marzo 1954 – Belfast, 21 giugno 2014) è stato un attivista nordirlandese.
Gerard "Gerry" Conlon è stato un membro dei cosiddetti "Guildford Four", quattro ragazzi che dal 1974 al 1989 trascorsero 15 anni in prigione con la falsa accusa di essere terroristi appartenenti all'IRA. Il loro imprigionamento fu uno dei più gravi errori della Giustizia del Regno Unito.

## Biografia
Gerry Conlon è nato a Belfast ed è cresciuto nella piccola comunità di Lower Falls Road. Ha descritto la sua infanzia come felice. Suo padre era Giuseppe Conlon, un operaio, e sua madre era Sarah Conlon, una donna delle pulizie di un ospedale.
Nel 1974, all'età di 20 anni, Conlon andò in Inghilterra per cercare lavoro e sfuggire alla violenza quotidiana che stava imperversando per le strade di Belfast. Viveva con un gruppo di amici a Londra quando fu arrestato per l'attentato terroristico a un pub di Guildford, avvenuto il 5 ottobre dello stesso anno.
Conlon, insieme ai compagni irlandesi Paul Hill e Patrick Armstrong e all'inglese Carole Richardson, fu accusato di aver piazzato due bombe in un pub della città di Guildford nel Surrey, che uccisero cinque persone e ne ferirono altre dieci. I quattro furono processati e condannati all'ergastolo. Conlon continuò sempre a protestare la sua innocenza, insistendo sul fatto che la polizia lo avesse torturato per estorcergli una falsa confessione. Nell'ottobre 1989, la sua tesi fu confermata quando i quattro di Guildford furono liberati dopo che la Corte d'appello di Londra stabilì che la polizia aveva fabbricato gli appunti degli interrogatori usati nel processo e tenuto nascosto alla difesa delle prove cruciali che dimostravano che Conlon non avrebbe potuto effettuare gli attentati di cui era stato accusato.
Anche alcuni parenti di Conlon, noti collettivamente come i "Maguire Seven", vennero processati e condannati a diversi anni di prigione con l'accusa di aver aiutato i terroristi dell'IRA a commettere i suddetti attentati. Tra questi c'era suo padre, Giuseppe, che aveva viaggiato da Belfast a Londra per aiutare suo figlio e che, già cagionevole di salute, morì in prigione nel 1980 per una crisi respiratoria. Nel 1991 anche i Maguire Seven furono dichiarati innocenti.
Conlon descrisse la sua esperienza nel suo libro, Proved Innocent. Da questo libro è stato tratto un film, Nel nome del padre, diretto da Jim Sheridan, con Daniel Day-Lewis nella parte di Gerry Conlon.
Dopo il suo rilascio dal carcere, Conlon ha avuto problemi nell'adattarsi nuovamente alla vita civile, subendo due esaurimenti nervosi, tentando il suicidio e diventando dipendente da alcol e altre droghe. Alla fine si riprese e divenne un attivista contro vari errori giudiziari avvenuti nel Regno Unito e in tutto il mondo.

## Morte
Gerry Conlon è morto di cancro ai polmoni il 21 giugno 2014 nella sua casa natia di Belfast.